# Hela Sverige bakar, säsong 7 (2018)
Den sjunde säsongen av Hela Sverige bakar spelades återigen in på Taxinge-Näsby slott. Likt föregående säsong sändes programmet på TV4 mellan 25 september och 18 december 2018.  Programledare är Tina Nordström och Johan Östling samt jurymedlemmarna Birgitta Rasmusson och Johan Sörberg.

## Deltagare
| Deltagare                | Ålder | Bostad       | Sysselsättning         | Resultat |
| ------------------------ | ----- | ------------ | ---------------------- | -------- |
| Ammna Chaudhry-Hellström | 34    | Malmö        | Kommunikationsdesigner |          |
| Anna-Karin Eriksson      | 34    | Uppsala      | Kock                   |          |
| Cissi Almgren            | 31    | Norrköping   | Platschef              |          |
| Emil Nilsson             | 27    | Arkelstorp   | Studerande             |          |
| Heikki Taipale           | 25    | Borås        | Hovmästare             |          |
| Henrietta Bolander       | 28    | Göteborg     | IT-konsultchef         |          |
| Janne Jähnke             | 52    | Strömstad    | Kajarbetare            |          |
| Lena Ryhnell             | 56    | Falun        | Kock                   |          |
| Linn Utbult              | 36    | Öckerö       | Säljare                | Vinnare  |
| Mats Karlsson            | 30    | Stockholm    | Studerande             |          |
| Maya Vestin              | 35    | Örnsköldsvik | Barnskötare            |          |
| Sara Bley                | 25    | Stockholm    | Energikonsult          |          |

## Källhänvisningar
1. ↑  ”Årets deltagare i Hela Sverige bakar”. TV4. https://www.tv4.se/hela-sverige-bakar/artiklar/årets-deltagare-i-hela-sverige-bakar-5b8e4ea44bd8e589971246f3. Läst 4 september 2019.
2. ↑  ”Här är deltagarna i Hela Sverige bakar 2019”. TV4.se. https://www.tv4.se/hela-sverige-bakar/artiklar/här-är-deltagarna-i-hela-sverige-bakar-2019-5d6cfa0424bc62818c285c7f. Läst 4 september 2019.
3. ↑  ”Vinnare i Hela Sverige bakar 2018: Linn Utbult”. Aftonbladet. https://www.aftonbladet.se/matdryck/a/A21Xrr/vinnare-i-hela-sverige-bakar-2018-linn-utbult. Läst 4 september 2019.